# Мартін Трновський
Мартін Трновський (словац. Martin Trnovský, 7 червня 2000, Братислава) — словацький футболіст, воротар клубу «Слован» (Братислава).

## Клубна кар'єра
Вихованець братиславського «Слована», з командою до 19 років брав участь у Юнацькій лізі УЄФА 2019/20, зігравши у всіх чотирьох іграх своєї команди на турнірі. З 2019 року став залучатись до матчів резервної команди, що грала у Другій лізі. 
4 липня 2020 року дебютував за основну команду, відігравши увесь матч чемпіонату проти клубу «Земплін» (4:0). За підсумку того сезону виграв з командою національний чемпіонат, втім на поле більше жодного разу і не вийшов. Того ж року він виграв з командою і Кубок Словаччини, але не зіграв жодного матчу в тому змаганні. Наступного Сезону Трновський не провів жодного матчу за першу команду «Слована», але знову здобув «золотий дубль», а у сезоні 2021/22, в якому теж грав виключно за резервну команду, братиславці здобули четвертий титул чемпіона поспіль, завдяки чому «Слован» став першим в історії словацького футболу клубом, який зумів показати такий результат.

## Виступи за збірну
У 2016–2017 роках Трновський зіграв 9 ігор у складі юнацької збірної Словаччини до 17 років.

## Досягнення
- Чемпіон Словаччини: 2019/20, 2020/21, 2021/22, 2022/23, 2023/24, 2024/25
- Володар Кубка Словаччини: 2019/20, 2020/21